# Ätzradierung

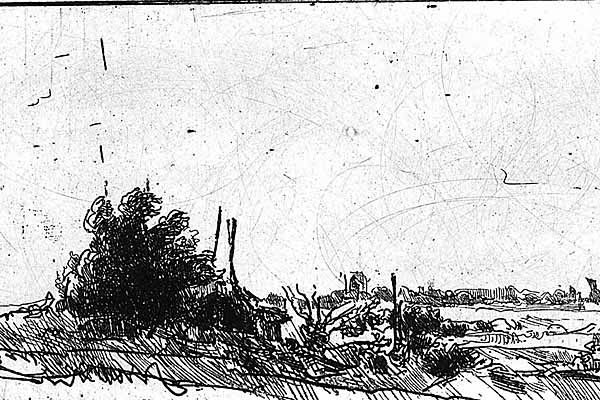
Beispiel für eine Ätzradierung

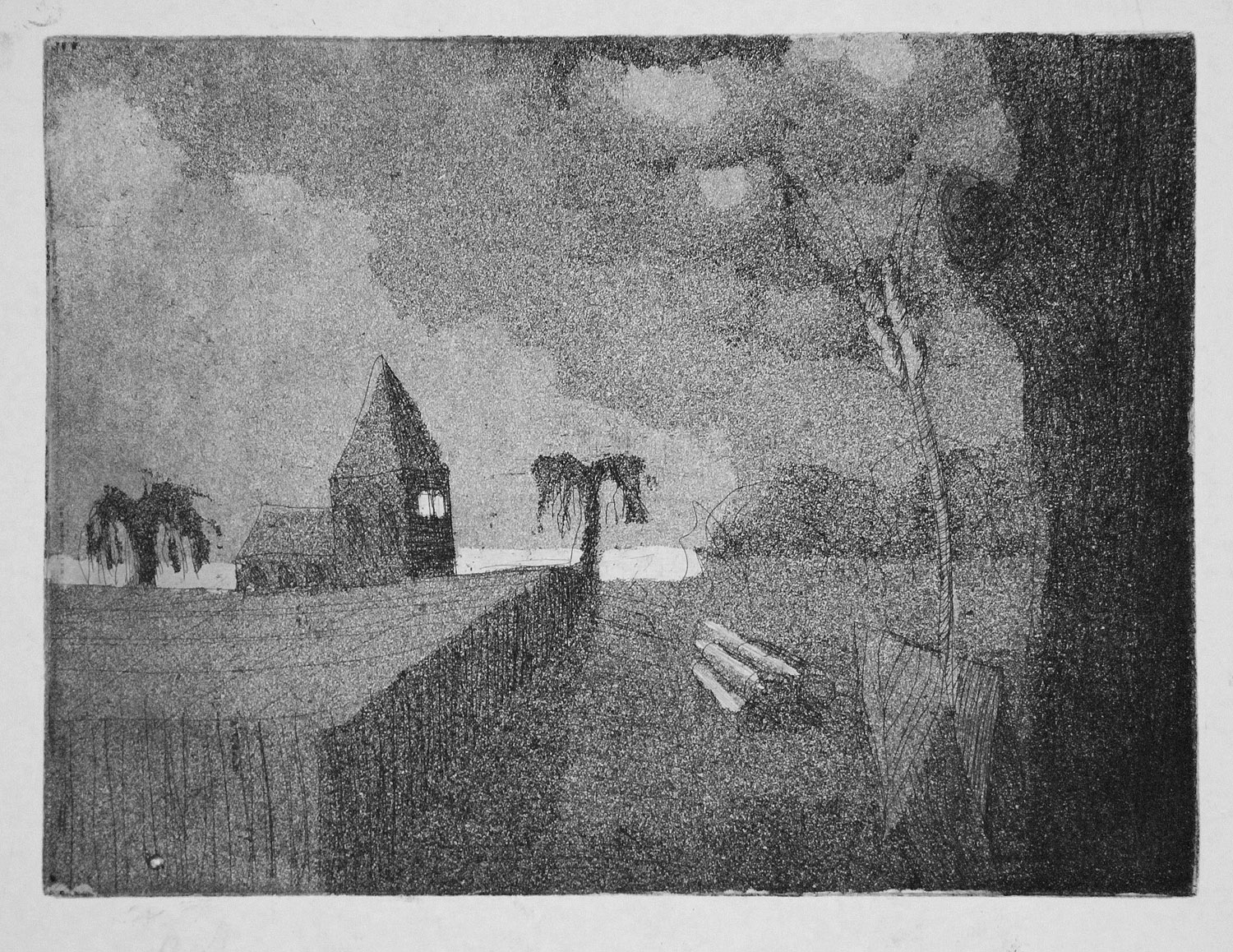
Beispiel für eine Ätzradierung, verschiedene "Graustufen"

Ätzradierung bezeichnet ein grafisches Tiefdruckverfahren der künstlerischen Druckgrafik, eine mögliche Form der Radierung.

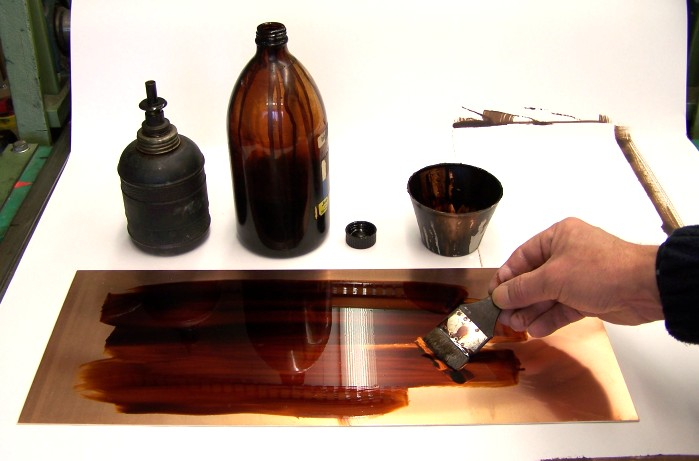
Das Auftragen eines Ätzgrunds, hier auf eine Kupferplatte.

## Die Druckplatte
Die ätzbare Druckplatte wird hierbei beidseitig mit einer säurebeständigen Schicht – dem Ätzgrund oder Abdecklack, einer Mischung aus Wachs, Mastix und Asphalt – überzogen. Auf diese Platte wird die Zeichnung spiegelverkehrt übertragen und mit einer Radiernadel, einer Roulette oder Moulette leicht in diese säurebeständige Schicht eingeritzt. Es folgt ein Säurebad (üblich ist Salpetersäure oder Eisen(III)-chlorid), in dem die Säure das Metall an den eingeritzten Stellen ätzt. In den Anfängen der Radierung wurde als „Ätzwasser“ eine Mischung aus Essig, Kochsalz, Kupfersulfat und Ammoniak (Ammoniumchlorid) verwendet.
Zur Einfärbung von Flächen wird die Aquatintatechnik verwendet. Aufgestreute Kolophoniumkörner werden durch Erwärmen geschmolzen und lassen nach dem Ätzvorgang eine unregelmäßige raue Oberfläche entstehen.

## Das Ätzen
Je nach Zeitdauer der Säureeinwirkung werden die Linien stärker oder schwächer. Sollen einzelne Partien kräftiger erscheinen, werden die übrigen ebenfalls mit der säurebeständigen Schicht bedeckt und die Platte wieder ins Säurebad gelegt. Eine einzelne Druckplatte kann so eine Reihe von Ätzvorgängen aufweisen. Erzielt wird damit im Druck eine Abstufung vom hellsten Grau bis zum tiefsten Schwarz. Der entscheidende Schritt zur künstlerischen Entfaltung der Radierung lag in der Erfindung des stufenweisen Ätzens.

## Der Druck
Nach Entfernung des Ätzgrundes mit Terpentin wird die Platte mit der Druckfarbe eingefärbt und mit Spachtel, Leinengaze und zuletzt durch Wischen mit dem Handballen soweit von Farbe gereinigt, dass nur die tiefer liegenden, druckenden Plattenteile farbtragend sind. Die Druckfarbe wird beim anschließenden Druck an das Druckpapier wieder abgegeben. Ein angefeuchtetes Blatt Tiefdruckpapier (Büttenpapier) wird mit einem Druckfilz zur besseren Druckübertragung und zwei Eisenplatten unter hohem Druck zwischen zwei Walzen durchgezogen. Das Papier wird in die Vertiefungen gedrückt und nimmt die Farbe auf.

## Die Varianten
Das Verfahren, mit Ätzgrund versehene Metallplatten an den ungeschützten Stellen durch Säure zu vertiefen, hat in den Künsten im Tiefdruck neben der Flächenätzung (Aquatinta) als weitere Ausdrucksmöglichkeiten die Strichätzung und die Weichgrundätzung (Vernis mou) tradiert. Da sich Metall-Platten, entsprechend präpariert, auch in Stufen ätzen lassen, sind die Varianten auf einer Platte kombinierbar.